# MTV Video Music Awards/Best Hip-Hop Video
Der MTV Video Music Award for Best Hip-Hop Video wurde das erste Mal 1999 im Rahmen der MTV Video Music Awards verliehen. Trotz des Namens handelt es sich nicht unbedingt um Videos, die ausschließlich Hip-Hop enthalten, denn diese Kategorie wurde zunächst durch die Kategorie Best Rap Video abgedeckt. MTV definierte Hip-Hop als Musik, die auch R&B-Elemente enthalte, während die Rap-Kategorie ausschließlich für Rap-Genrebeiträge gedacht sei. So kam es immer zu Nominierungen eigentlich genrefremder Beiträge. Bei den MTV Video Music Awards 2007 wurde die Kategorie ausgesetzt, da man ein neuartiges Konzept für die Preisverleihung erstellen wollte, das jedoch scheiterte. Daher wurde der Award 2008 erneut verliehen, allerdings wurde dann auf die Rap-Kategorie verzichtet, so dass reine Rap-Beiträge wieder unter diese Kategorie fielen.
Nicki Minaj führt die Gewinnerliste mit vier Auszeichnungen an, gefolgt von Drake mit drei Awards. Kanye West führt mit neun Nominierungen die Nominierungsliste anführt. Erster Sieger waren die Beastie Boys.

## Übersicht
| Award | Jahr | Preisträger                                  | für das Video                | Nominierungen |
| ----- | ---- | -------------------------------------------- | ---------------------------- | --- |
| 1.    | 1999 | Beastie Boys                                 | Intergalactic                | - Busta Rhymes (feat. Janet Jackson) – What's It Gonna Be?! - Lauryn Hill – Doo Wop (That Thing) - TLC – No Scrubs |
| 2.    | 2000 | Sisqó                                        | Thong Song                   | - Lauryn Hill – Everything Is Everything - Juvenile – Back That Thang Up - Limp Bizkit (feat. Method Man) – N 2 Gether Now - Q-Tip – Vivrant Thing |
| 3.    | 2001 | Outkast                                      | Ms. Jackson                  | - The Black Eyed Peas (feat. Macy Gray) – Request + Line - City High – What Would You Do? - Missy Elliott – Get Ur Freak On - Eve (feat. Gwen Stefani) – Let Me Blow Ya Mind |
| 4.    | 2002 | Jennifer Lopez (feat. Ja Rule)               | I’m Real (Murder Remix)      | - Busta Rhymes (feat. P. Diddy und Pharrell) – Pass the Courvoisier, Part II - Missy Misdemeanor Elliott (feat. Ludacrisund Trina) – One Minute Man (Remix) - Fat Joe (feat. Ashanti & Ja Rule) – What's Luv? - Ja Rule (feat. Ashanti) – Always on Time - OutKast (feat. Killer Mike) – The Whole World                            |
| 5.    | 2003 | Missy Elliott                                | Work It                      | - Busta Rhymes (feat. Mariah Carey) – I Know What You Want - Jay-Z (feat. Beyoncé) – ’03 Bonnie & Clyde - Nelly – Hot in Herre - Snoop Dogg (feat. Pharrell & Uncle Charlie Wilson) – Beautiful |
| 6.    | 2004 | OutKast                                      | Hey Ya!                      | - The Black Eyed Peas – Hey Mama - Chingy (feat. Ludacris & Snoop Dogg) – Holidae Inn - Nelly (feat. P. Diddy & Murphy Lee) – Shake Ya Tailfeather - Kanye West (feat. Syleena Johnson) – All Falls Down |
| 7.    | 2005 | Missy Elliott (feat. Ciara & Fatman Scoop)   | Lose Control                 | - Common – Go - Nas (feat. Olu Dara) – Bridging the Gap - Snoop Dogg (feat. Pharrell) – Drop It Like It’s Hot - Kanye West – Jesus Walks |
| 8.    | 2006 | The Black Eyed Peas                          | My Humps                     | - Common – Testify - Daddy Yankee – Rompe - Three 6 Mafia (feat. Young Buck, 8Ball & MJG) – Stay Fly - Kanye West (feat. Jamie Foxx) – Gold Digger |
| –     | 2007 | Kategorie wurde nicht vergeben               |                              | |
| 9.    | 2008 | Lil Wayne (feat. Static Major)               | Lollipop                     | - Mary J. Blige – Just Fine - Lupe Fiasco (feat. Matthew Santos) – Superstar - Flo Rida (feat. T-Pain) – Low - Kanye West (feat. Chris Martin) – Homecoming |
| 10.   | 2009 | Eminem                                       | We Made You                  | - Flo Rida – Right Round - Jay-Z – D.O.A. (Death of Auto-Tune) - Asher Roth – I Love College - Kanye West – Love Lockdown |
| 11.   | 2010 | Eminem                                       | Not Afraid                   | - B.o.B (feat. Hayley Williams) – Airplanes - Drake (feat. Kanye West, Lil Wayne and Eminem) – Forever - Jay-Z (feat. Swizz Beatz) – On to the Next One - Kid Cudi (feat. MGMT and Ratatat) – Pursuit of Happiness |
| 12.   | 2011 | Nicki Minaj                                  | Super Bass                   | - Chris Brown (feat. Lil Wayne und Busta Rhymes) – Look at Me Now - Lupe Fiasco – The Show Goes On - Lil Wayne (feat. Cory Gunz) – 6 Foot 7 Foot - Kanye West (feat. Rihanna und Kid Cudi) – All of the Lights |
| 13.   | 2012 | Drake (feat. Lil Wayne)                      | HYFR (Hell Ya Fucking Right) | - Childish Gambino – Heartbeat - Jay-Z and Kanye West – Niggas in Paris - Nicki Minaj (feat. 2 Chainz) – Beez in the Trap - Kanye West (feat. Pusha T, Big Sean and 2 Chainz) – Mercy |
| 14.   | 2013 | Macklemore & Ryan Lewis (feat. Ray Dalton)   | Can’t Hold Us                | - A$AP Rocky (feat. 2 Chainz, Drake und Kendrick Lamar) – Fuckin’ Problems - J. Cole (feat. Miguel) – Power Trip - Drake – Started from the Bottom - Kendrick Lamar – Swimming Pools (Drank) |
| 15.   | 2014 | Drake (feat. Majid Jordan)                   | Hold On, We’re Going Home    | - Childish Gambino – 3005 - Eminem – Berzerk - Kanye West – Black Skinhead - Wiz Khalifa – We Dem Boyz |
| 16.   | 2015 | Nicki Minaj                                  | Anaconda                     | - Big Sean (feat. E-40) – I Don’t Fuck with You - Fetty Wap – Trap Queen - Kendrick Lamar – Alright - Wiz Khalifa (feat. Charlie Puth) – See You Again |
| 17.   | 2016 | Drake                                        | Hotline Bling                | - 2 Chainz – Watch Out - Chance the Rapper (feat. Saba) – Angels - Desiigner – Panda - Bryson Tiller – Don’t |
| 18.   | 2017 | Kendrick Lamar                               | Humble                       | - Big Sean – Bounce Back - Chance the Rapper – Same Drugs - DJ Khaled (feat. Justin Bieber, Quavo, Chance the Rapper & Lil Wayne) – I’m the One - D.R.A.M. (feat. Lil Yachty) – Broccoli - Migos (feat. Lil Uzi Vert) – Bad and Boujee                                                                                              |
| 19.   | 2018 | Nicki Minaj                                  | Chun-Li                      | - Cardi B (feat. 21 Savage) – Bartier Cardi - The Carters – Apeshit - J. Cole – ATM - Drake – God’s Plan - Migos (feat. Drake) – Walk It Talk It |
| 20.   | 2019 | Cardi B                                      | Money                        | - 2 Chainz (feat. Ariana Grande) – Rule the World - 21 Savage (feat. J. Cole) – A Lot - DJ Khaled (feat. Nipsey Hussle and John Legend) – Higher - Lil Nas X (feat. Billy Ray Cyrus) – Old Town Road (Remix) - Travis Scott (feat. Drake) – Sicko Mode                                                                              |
| 21.   | 2020 | Megan Thee Stallion                          | Savage                       | - DaBaby – Bop - Eminem (feat. Juice Wrld) – Godzilla - Future (feat. Drake) – Life Is Good - Megan Thee Stallion – Savage - Roddy Ricch – The Box - Travis Scott – Highest in the Room |
| 22.   | 2021 | Travis Scott (feat. Young Thug and M. I. A.) | Franchise                    | - Cardi B (feat. Megan Thee Stallion) – WAP - Drake (feat. Lil Durk) – Laugh Now Cry Later - Lil Baby (feat. Megan Thee Stallion) – On Me (Remix) - Moneybagg Yo – Said Sum - Polo G – Rapstar |
| 23.   | 2022 | Nicki Minaj (featuring Lil Baby)             | Do We Have a Problem?        | - Eminem and Snoop Dogg – From the D 2 the LBC - Future (featuring Drake and Tems) – Wait for U - Kendrick Lamar – N95 - Latto – Big Energy - Pusha T – Diet Coke |
| 24.   | 2023 | Nicki Minaj                                  | Super Freaky Girl            | - Diddy (featuring Bryson Tiller, Ashanti and Yung Miami) – Gotta Move On - DJ Khaled (featuring Drake and Lil Baby) – Staying Alive - GloRilla and Cardi B – Tomorrow 2 - Lil Uzi Vert – Just Wanna Rock - Lil Wayne (featuring Swizz Beatz & DMX) – Kant Nobody - Metro Boomin (featuring Future) – Superhero (Heroes & Villains) |